# Filosofiska rummet
Filosofiska rummet är ett program i Sveriges Radio P1. Varje vecka har ett nytt tema, oftast med anknytning till filosofi, som diskuteras av inbjudna gäster, filosofer och andra akademiker och intellektuella i bred bemärkelse. Programmet sänds för närvarande (2023) på söndagar kl 17.00, med repris fredagar kl 20.03 och söndagar kl 03.02.
Under många år var Peter Sandberg programledare, en roll som nu (2021) innehas av Lars Mogensen och Cecilia Strömberg. Signaturmelodin är ett stycke ur Bo Kaspers Orkesters låt "Ett och noll" från albumet "Amerika" från 1996. Programmen med Lars Mogensen produceras av Thomas Lunderquist och produktionsbolaget Lokatt Media i Malmö, programmen med Cecilia Strömberg av Marie Liljedahl på SR i Stockholm.